# Portuguesa (pera)
Portuguesa ( en el Centro de Investigaciones Agrarias Mabegondo (CIAM) conocida como: CO19) es el nombre de una variedad cultivar de pera europea Pyrus communis. Esta pera está cultivada en la colección de la Centro de Investigaciones Agrarias Mabegondo (CIAM) con la accesión identificativa "CO19", procedente de unos especímenes encontrados en la Provincia de La Coruña. Esta pera también está cultivada en diversos viveros entre ellos algunos dedicados a conservación de árboles frutales en peligro de desaparición. Esta pera es originaria de Galicia, donde tuvo su mejor época de cultivo comercial antes de la década de 1960, y actualmente en menor medida aún se encuentra.

## Sinonimia
- "Pera Portuguesa",[7][8][9]
- "Portuguesa CO19".[10][11]

## Historia
'Portuguesa' está considerada incluida en las variedades locales autóctonas muy antiguas, cuyo cultivo se centraba en comarcas muy definidas. Se caracterizaban por su buena adaptación a sus ecosistemas y podrían tener interés genético en virtud de su adaptación. Se encontraban diseminadas por todas las regiones fruteras españolas, aunque eran especialmente frecuentes en la España húmeda. Estas se podían clasificar en dos subgrupos: de mesa y de cocina (aunque algunas tenían aptitud mixta).
'Portuguesa' es una variedad clasificada como de mesa, difundido su cultivo en el pasado por los viveros comerciales y cuyo cultivo en la actualidad se ha reducido a huertos familiares y jardines privados.

## Características
El peral de la variedad 'Portuguesa' tiene un vigor medio, con porte erguido y de talla pequeña, muy productivo; florece en la cuarta semana de marzo (media); tubo del cáliz pequeño en forma de embudo con conducto medio o largo, estrecho o ensanchándose hacia el corazón.
La variedad de pera 'Portuguesa' tiene un fruto de tamaño medio; forma esferoidea aplastada, sin cuello, simétrica, y con contorno más bien regular, de peso 149,00 gr. (alto), diámetro máximo 69 mm (grande), posición del "DM" en el medio, longitud "L" es de 54 mm (pequeña), la relación "L/DM" es de 0,79 mm (muy pequeña), la "DDM" (distancia al "DM" en mm) es de 35 mm (grande), y el perfil de los laterales es convexo; piel áspera y ruda, mate; con color de fondo amarillo, importancia del sobre color alto, color del sobre color oxidado cobrizo, distribución del sobre color en chapa, el ruginoso-"russeting" de color cobrizo anaranjado cubre la casi totalidad de la piel, presentando un punteado ruginoso-"russeting" grueso, "russeting" (pardeamiento áspero superficial que presentan algunas variedades) medio (26-50%);
Pedúnculo de longitud medio a largo con un engrosamiento en el extremo, de grosor medio, semi-carnoso, curvado, implantado ligeramente oblicuo, cavidad del pedúnculo estrecha de una profundidad media; anchura de la cavidad calicina estrecha, poco profunda, forma regular, borde liso o algo rebajado; ojo medio, abierto. Sépalos medios, triangulares, y algo convergentes, a veces caídos.
Carne de color crema amarillenta; textura media, semi-fundente, jugosa; sabor característico de la variedad, de dulzor débil y aromático, bueno; corazón pequeño, redondeado, muy próximo al ojo. Eje corto, lanceolado, estrecho y relleno. Celdillas medianas, elípticas, algo puntiagudas en la parte inferior. Semillas de tamaño medio, alargadas con cuello bastante marcado, en su mayoría abortadas. Azúcares totales (ºBrix): 15 (altos), pH: (sin datos), Ácido málico (g/l): (sin datos) .
Dureza con piel (kg/cm² ): 7,9 (media) Dureza sin piel (kg/cm² ): 6,6 (alta).
La pera 'Portuguesa' tiene una época de maduración y recolección en 2ª semana de septiembre (mediana) (en CIAM). Se usa como pera de mesa fresca, y en cocina para hacer compotas.

## Susceptibilidades
Esta variedad no presenta susceptibilidad a la sarna del peral.